# Procleocnemis
Procleocnemis is een monotypisch geslacht van spinnen uit de  familie van de Philodromidae (renspinnen).

## Soort
- Procleocnemis concolor Mello-Leitão, 1929